# Otus ireneae
Otus ireneae là một loài chim trong họ Strigidae.